# Capitole de l'État du Maryland
Le Capitole de l'État du Maryland, construit entre 1772 et 1779 par Joseph Horatio Anderson, se trouve à Annapolis, capitale de l'État. Il est inscrit au National Historic Landmark en 1960. 
Son dôme apparait sur le State Quarter commémoratif de l'État de Maryland de 2000.

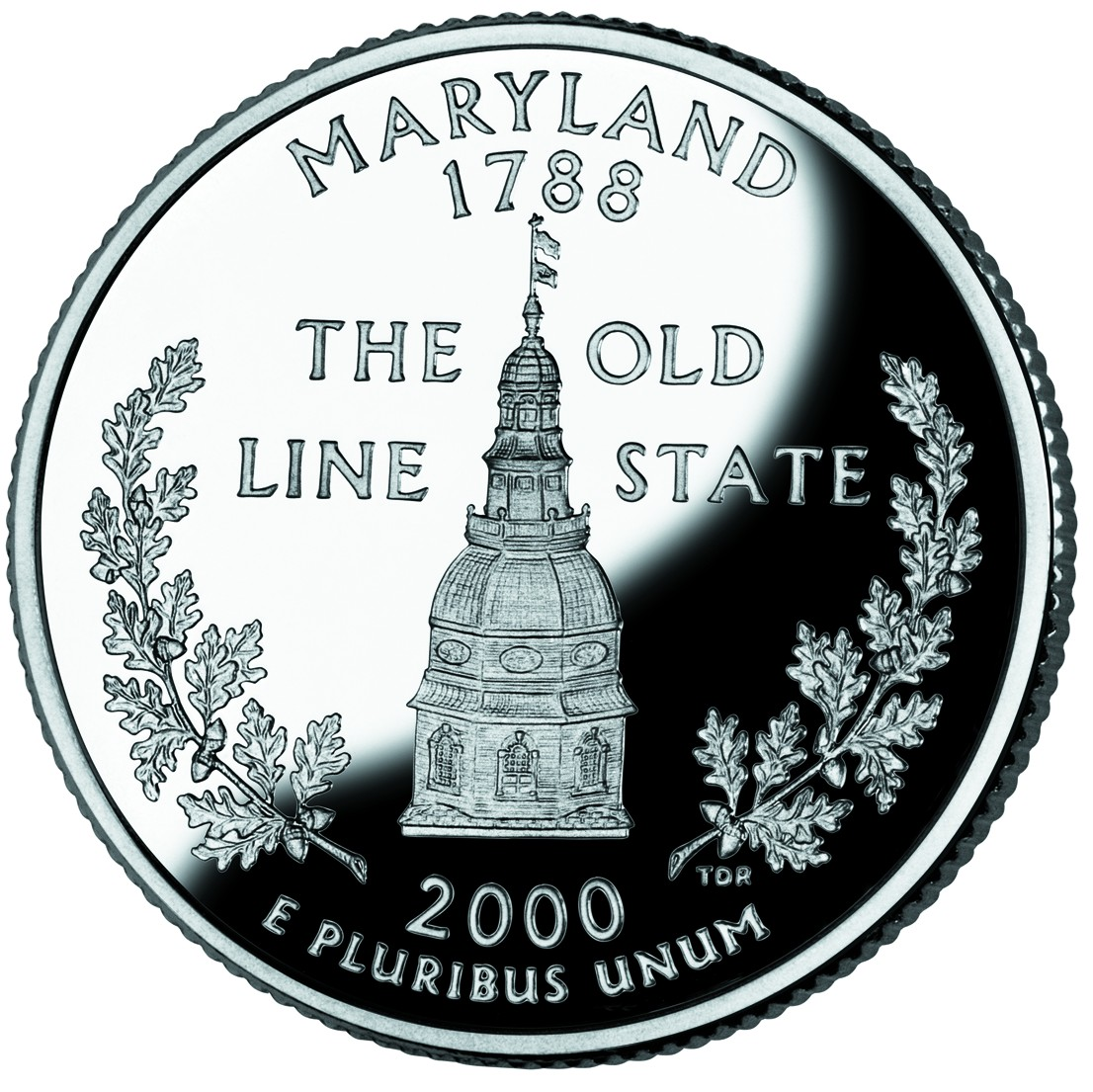
Revers du State Quarter du Maryland avec une représentation de la coupole du Capitole.